# Coppa dei Campioni del Golfo 2009
La Coppa dei Campioni del Golfo 2009 è la 25ª edizione della coppa a cui prendono parte 12 squadre da 6 federazioni provenienti da tutto il Golfo Persico.
La competizione è stata vinta dalla squadra emiratina Al-Wasl Sports Club che si aggiudica la prima edizione della coppa nella sua storia, dopo aver vinto contro il Qatar Sports Club

## Gironi
Le 12 squadre sono state divise in quattro gruppi da tre squadre ciascuno. I gironi sono stati sorteggiati il 18 luglio 2009 in Bahrain
La vincitrice di ogni girone avanza alle semi-finali.
| Gruppo A                                | Gruppo B                  | Gruppo C                         | Gruppo D                             |
| --------------------------------------- | ------------------------- | -------------------------------- | ------------------------------------ |
| Muharraq Club Al Arabi Kuwait Al Shabab | Al Khor Sur Club Al-Nassr | Al Oruba Sur Qatar SC Al-Ettifaq | Bahrain Riffa Club Kuwait SC Al Wasl |

## Fase a Gironi

### Gruppo A
| Team            | Pld | W | D | L | GF | GA | GD | Pts |
| --------------- | --- | - | - | - | -- | -- | -- | --- |
| Muharraq Club   | 4   | 3 | 0 | 1 | 9  | 4  | +5 | 9   |
| Al Arabi Kuwait | 4   | 2 | 1 | 1 | 5  | 6  | -1 | 7   |
| Al Shabab       | 4   | 0 | 1 | 3 | 3  | 7  | -4 | 1   |

### Gruppo B
| Team     | Pld | W | D | L | GF | GA | GD | Pts |
| -------- | --- | - | - | - | -- | -- | -- | --- |
| Al-Nassr | 4   | 3 | 1 | 0 | 11 | 4  | +7 | 10  |
| Sur Club | 4   | 1 | 1 | 2 | 4  | 5  | -1 | 4   |
| Al Khor  | 4   | 1 | 0 | 3 | 2  | 8  | -6 | 3   |

### Gruppo C
| Team         | Pld | W | D | L | GF | GA | GD | Pts |
| ------------ | --- | - | - | - | -- | -- | -- | --- |
| Qatar SC     | 4   | 2 | 2 | 0 | 8  | 6  | +2 | 8   |
| Al-Ettifaq   | 4   | 2 | 1 | 1 | 7  | 6  | +1 | 7   |
| Al Oruba Sur | 4   | 0 | 1 | 3 | 5  | 8  | -3 | 1   |

### Gruppo D
| Team               | Pld | W | D | L | GF | GA | GD | Pts |
| ------------------ | --- | - | - | - | -- | -- | -- | --- |
| Al Wasl            | 4   | 2 | 2 | 0 | 5  | 3  | +2 | 8   |
| Bahrain Riffa Club | 4   | 1 | 2 | 1 | 4  | 4  | 0  | 5   |
| Kuwait SC          | 4   | 0 | 2 | 2 | 2  | 4  | -2 | 2   |

## Semi-Finale

### Andata
| Al Muharraq 8 marzo 2010 | Muharraq Club | 0 – 1 | Qatar SC | Al Muharraq Stadium |

| Riyad 25 marzo 2010, ore 19:35 | Al-Nassr | 3 – 1 | Al Wasl |  |

### Ritorno
| Doha 23 marzo 2010 | Qatar SC | 2 – 0 | Muharraq Club |  |

| Dubai 30 marzo 2010                          | Al Wasl              | 4 – 2 | Al-Nassr |  |
| \| \| \| \| \| \| Tiri di rigore 4 – 2 \| \| |                      |       |          |  |
|                                              |                      |       |          |  |
|                                              | Tiri di rigore 4 – 2 |       |          |  |

## Finale

### Andata
| Doha 13 aprile 2010 | Qatar SC | 2 – 2 | Al Wasl |  |

### Ritorno
| 27 aprile 2010 | Al Wasl | 1 – 1 | Qatar SC |  |